# Panoplitellus comes
Panoplitellus comes är en skalbaggsart som först beskrevs av August Reichensperger 1923.  Panoplitellus comes ingår i släktet Panoplitellus och familjen stumpbaggar. Inga underarter finns listade i Catalogue of Life.